# Туган-Мирза-Барановский, Давид Иванович
Дави́д Ива́нович Туга́н-Мирза́-Барано́вский (1881—1941, Польша) — офицер Русской Императорской армии, участник Белого движения.

## Биография
Давид Иванович происходил из древнего рода польско-литовских татар. Мусульманин. Потомственный военный — сын генерал-майора. Окончил Петровский Полтавский кадетский корпус (1899), вице-унтер-офицером. В 1902 году окончил Михайловское артиллерийское училище, позднее — Академию Генерального штаба. Полковник Лейб-гвардии Конной артиллерии. Начальник штаба Гвардейской стрелковой дивизии.
Вступил в Добровольческую армию (впоследствии — в ряды ВСЮР). С марта 1919 года — командир дивизиона Крымского конного полка. Затем командир Сводно-драгунского полка, который был создан на основе Крымского для овладения Одессой. Командовал десантом, освободившим Одессу от большевиков в августе 1919 г. После образования группы войск ВСЮР Новороссийской области был назначен начальником Днестровского отряда ВСЮР. В Русской армии Врангеля — с мая 1920 года: командир 2-го Туземного конного полка, с июля 1920 года — начальник штаба инспектора конницы. В результате Крымской эвакуации оказался на острове Лемнос. С 1921 года — начальник штаба Кубанского корпуса. В том же году произведён в генерал-майоры.
В эмиграции. Во Франции с 1934 года. К 1938 году находился в Польше. Был председателем «Объединения Лейб-гвардии Конной артиллерии». Умер в Польше в 1941 году (по другим источникам в 1943 году). Похоронен на мусульманском кладбище.